# Anděl severu
Anděl severu (anglicky Angel of the North) je 20 m vysoká skulptura sira Antonyho Gormleye postavená v severovýchodní Anglii u města Gateshead, na místě bývalého uhelného dolu. Její instalace byla dokončena 14. února 1998. Kromě průmyslové tradice regionu má symbolizovat i jeho rozvoj na počátku 21. století.
Anděl severu je jedním z nejznámějších Gormleyho děl, přičemž vystihuje jeho styl. Je zbavená jakýchkoli individuálních prvků, protože cílem je vystihnout podstatu, nikoli jednotlivce. Z tohoto důvodu nemá socha žádný obličej.

## Charakteristika
Antony Gormley si nejprve vytvořil model v malém měřítku. Stavební inženýři pak podle modelu vytvořili plány budoucí skulptury, přičemž bylo nutné zajistit stabilitu celé konstrukce i její odolnost vůči povětrnostním vlivům. Jednotlivé díly pak vyrobily ocelárny v Hartlepoolu.
Skulptura o výšce 20 m a s rozpětím křídel 54 m je vyrobená z povětrnostně odolné oceli COR-TEN. Váží celkem 224 tun a každé z křídel má váhu 56 tun. Stojí na betonových základech, které jsou zapuštěné 20 m pod terén. Nadzemní ocelová konstrukce je k nim připevněna 52 masivními šrouby o délce 1 m.

## Galerie

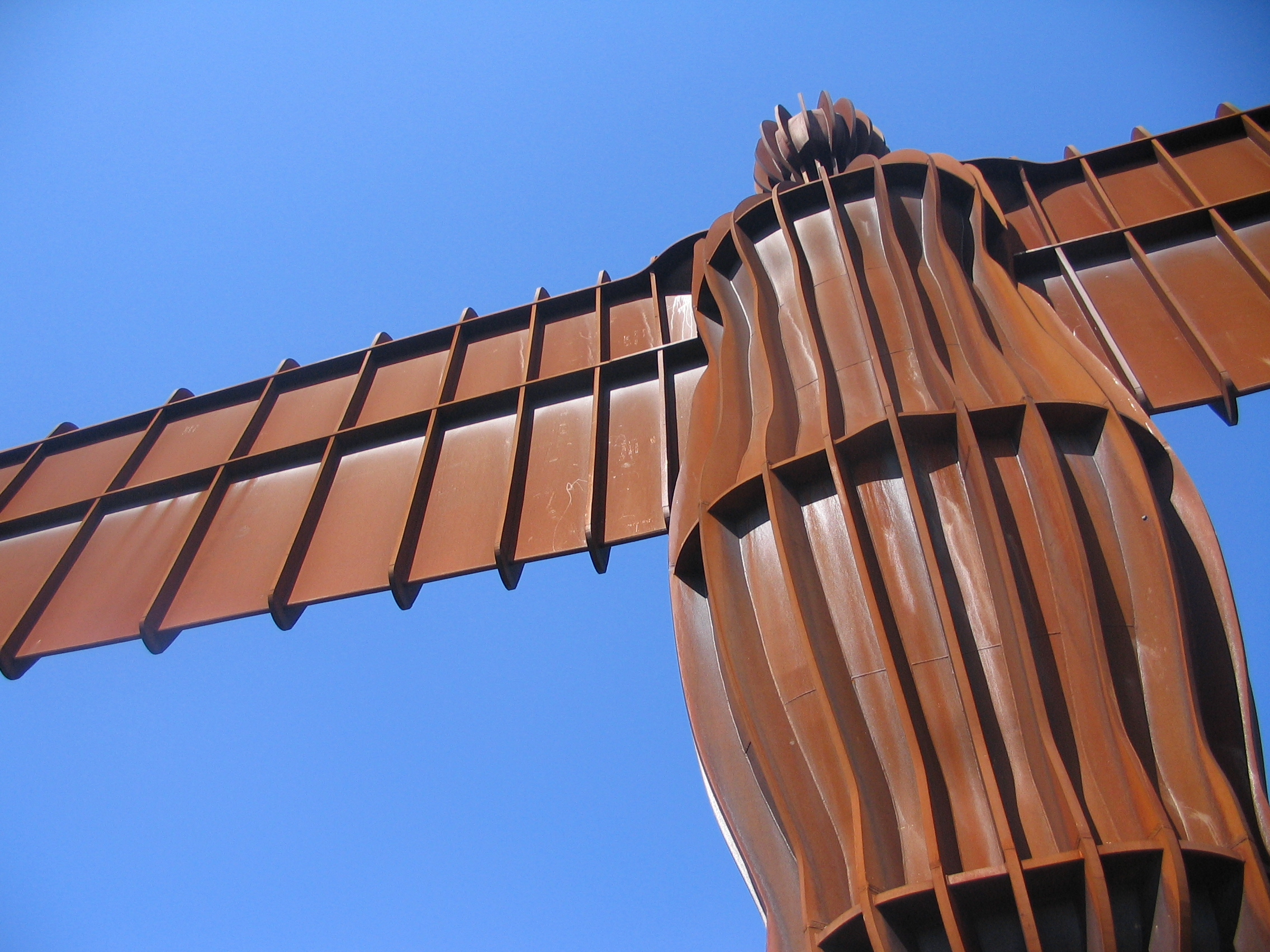
detail andělova těla
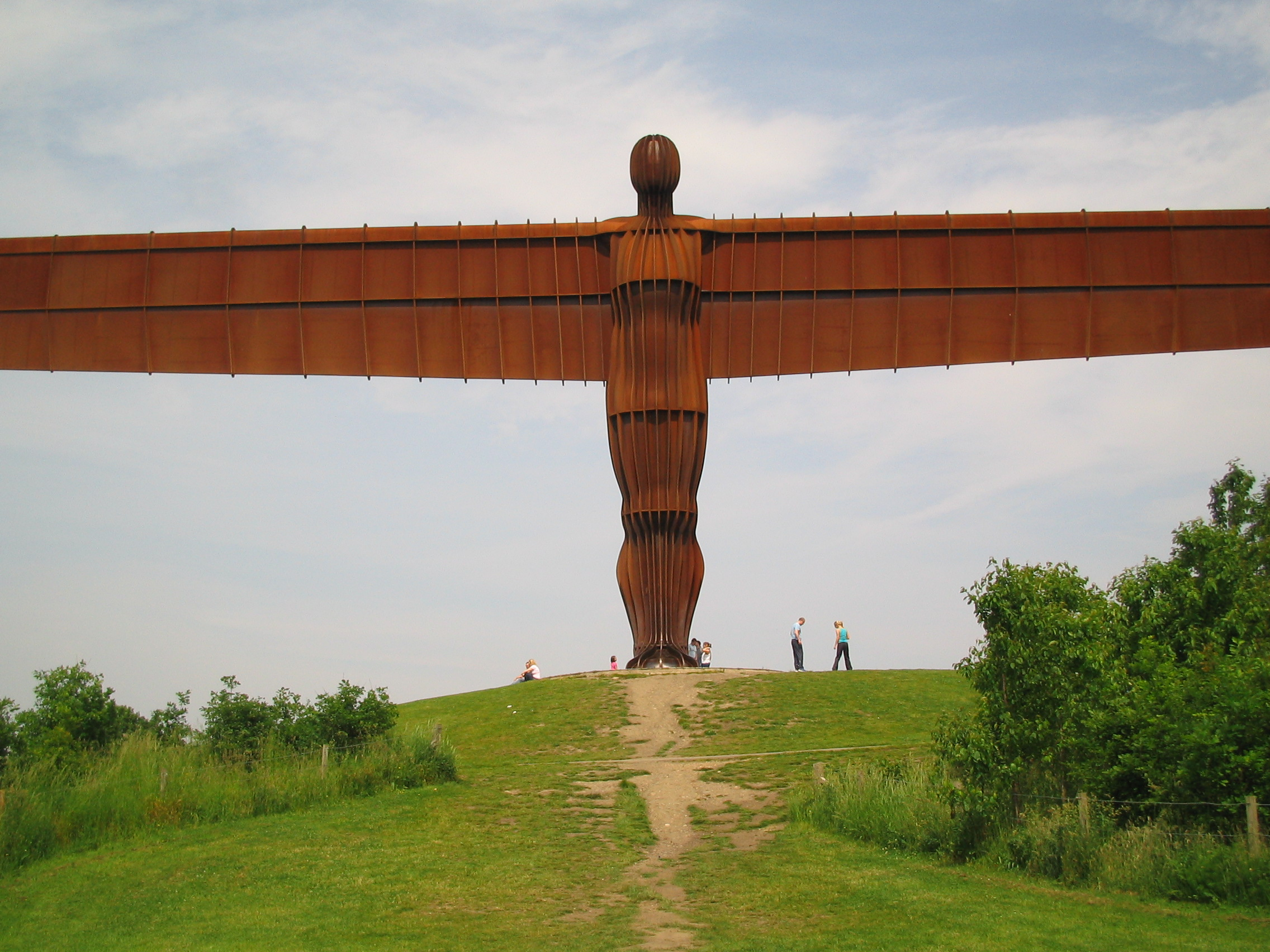
pohled zpředu
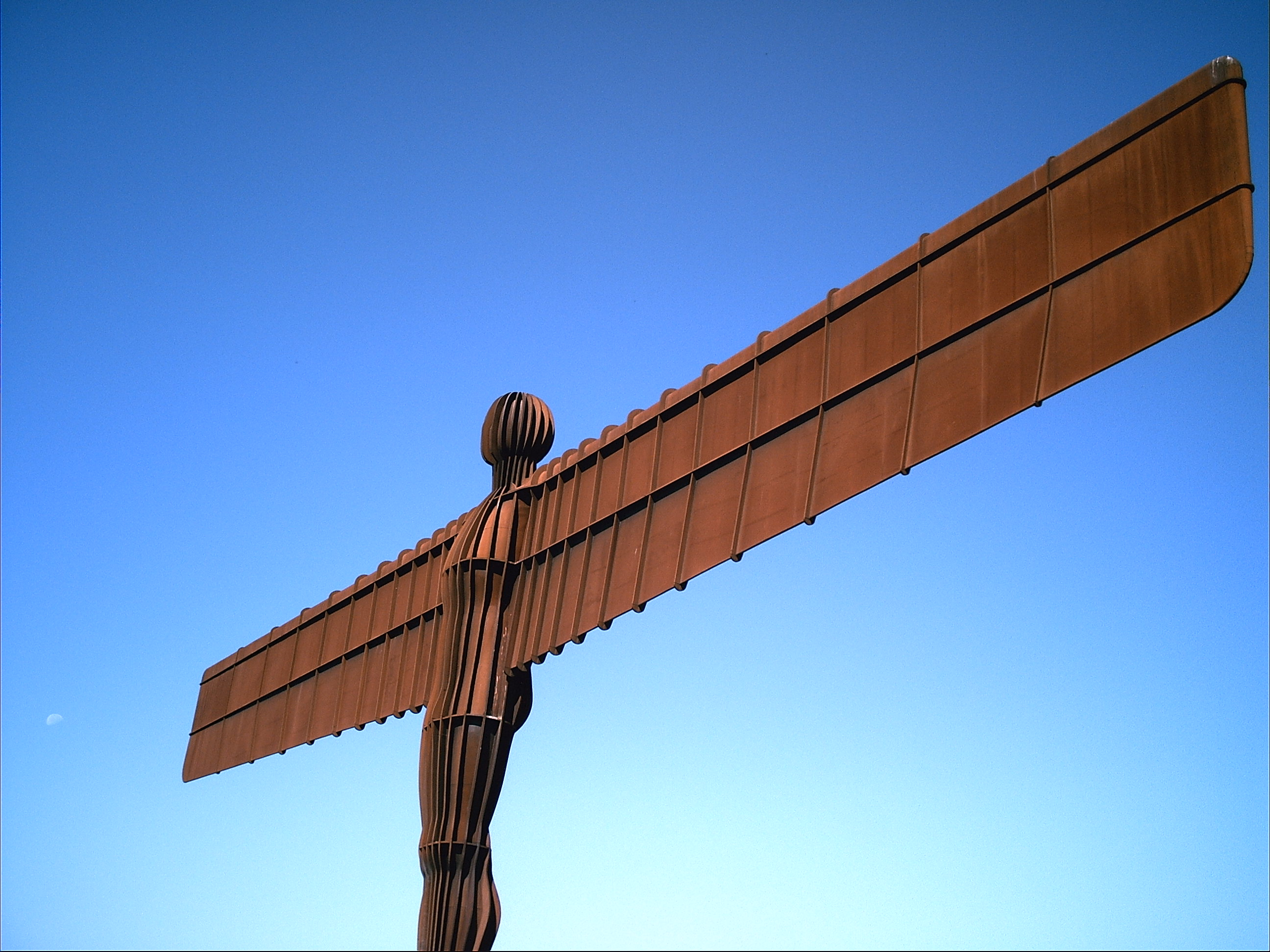
boční pohled
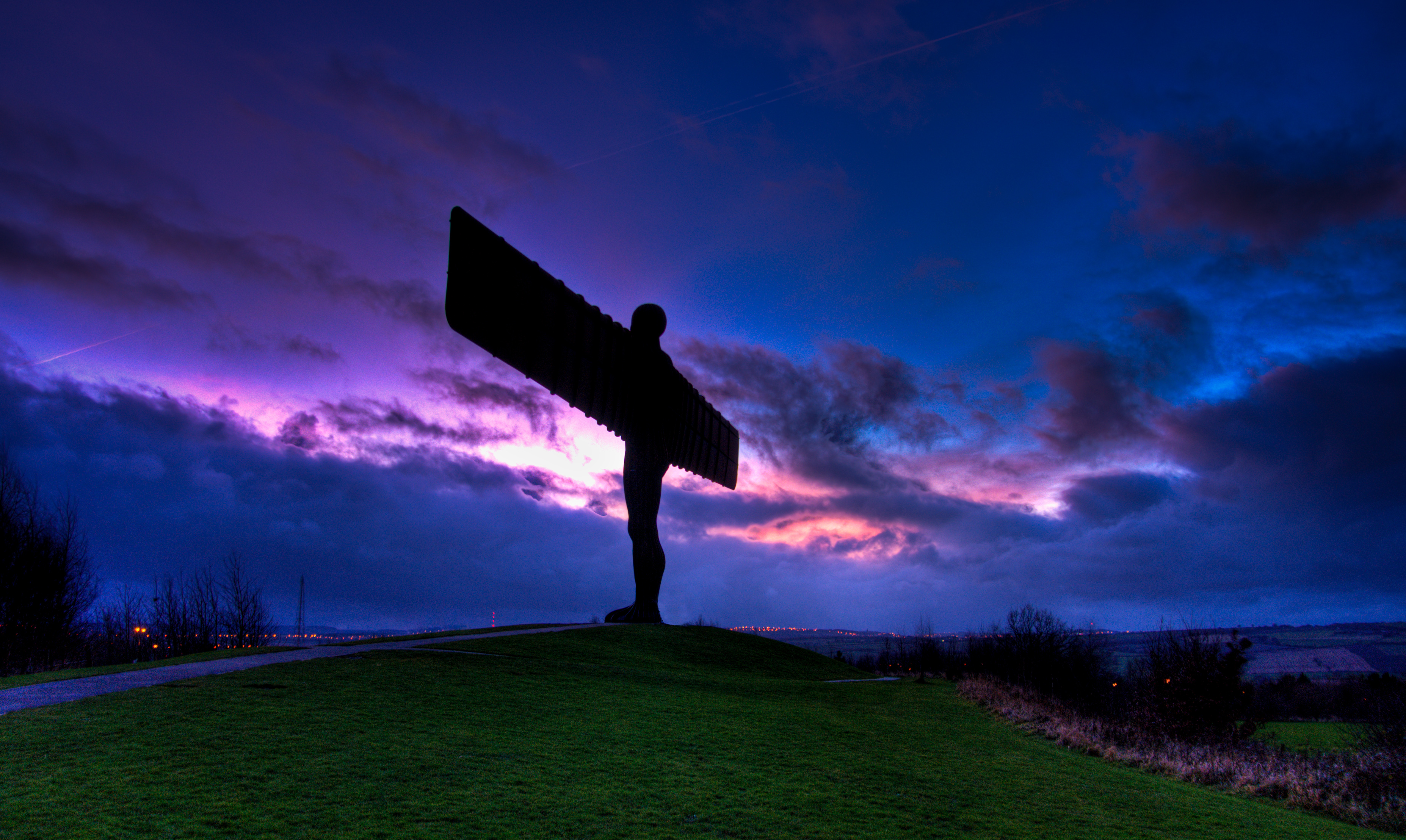
socha za soumraku
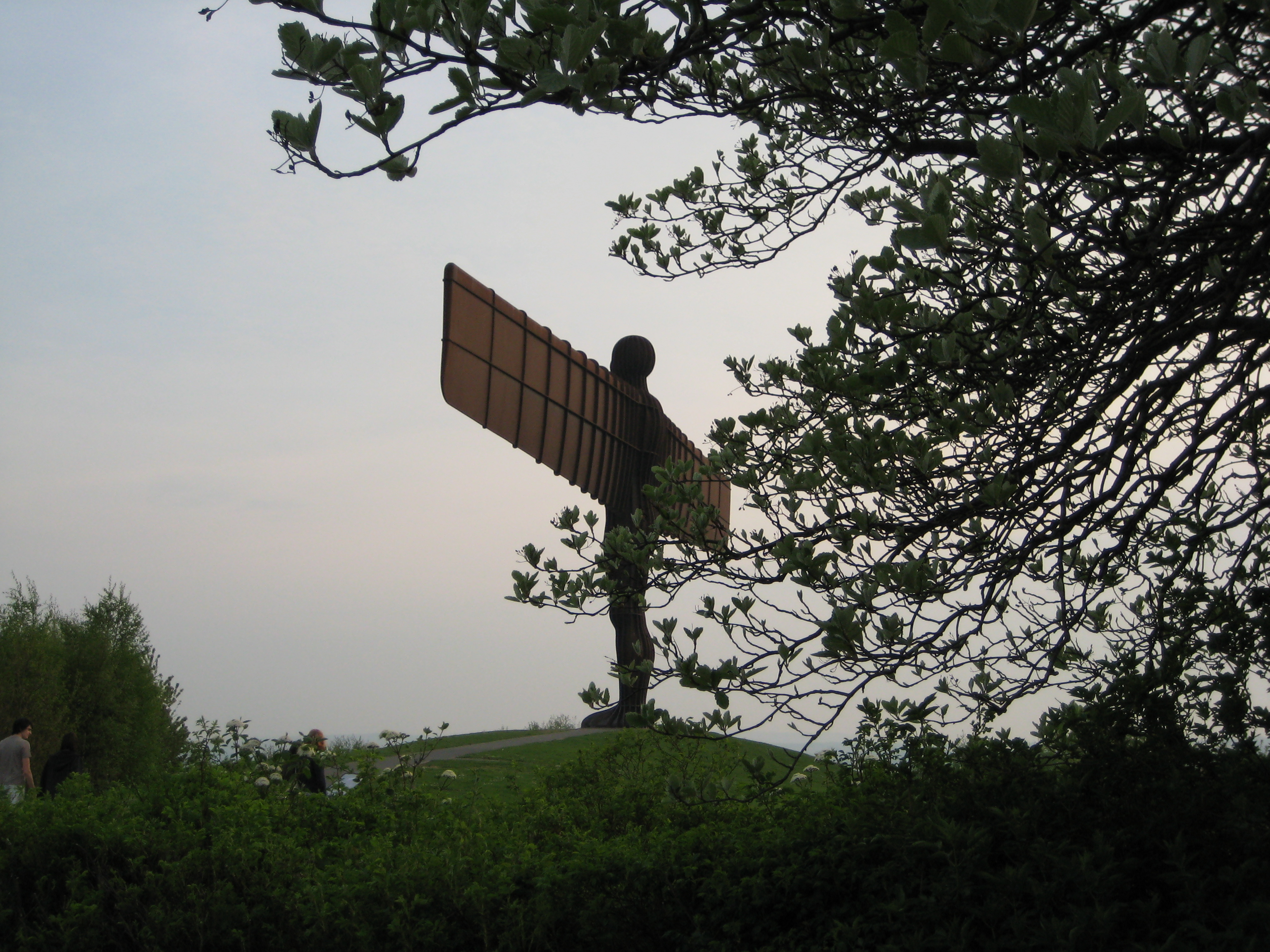
boční pohled
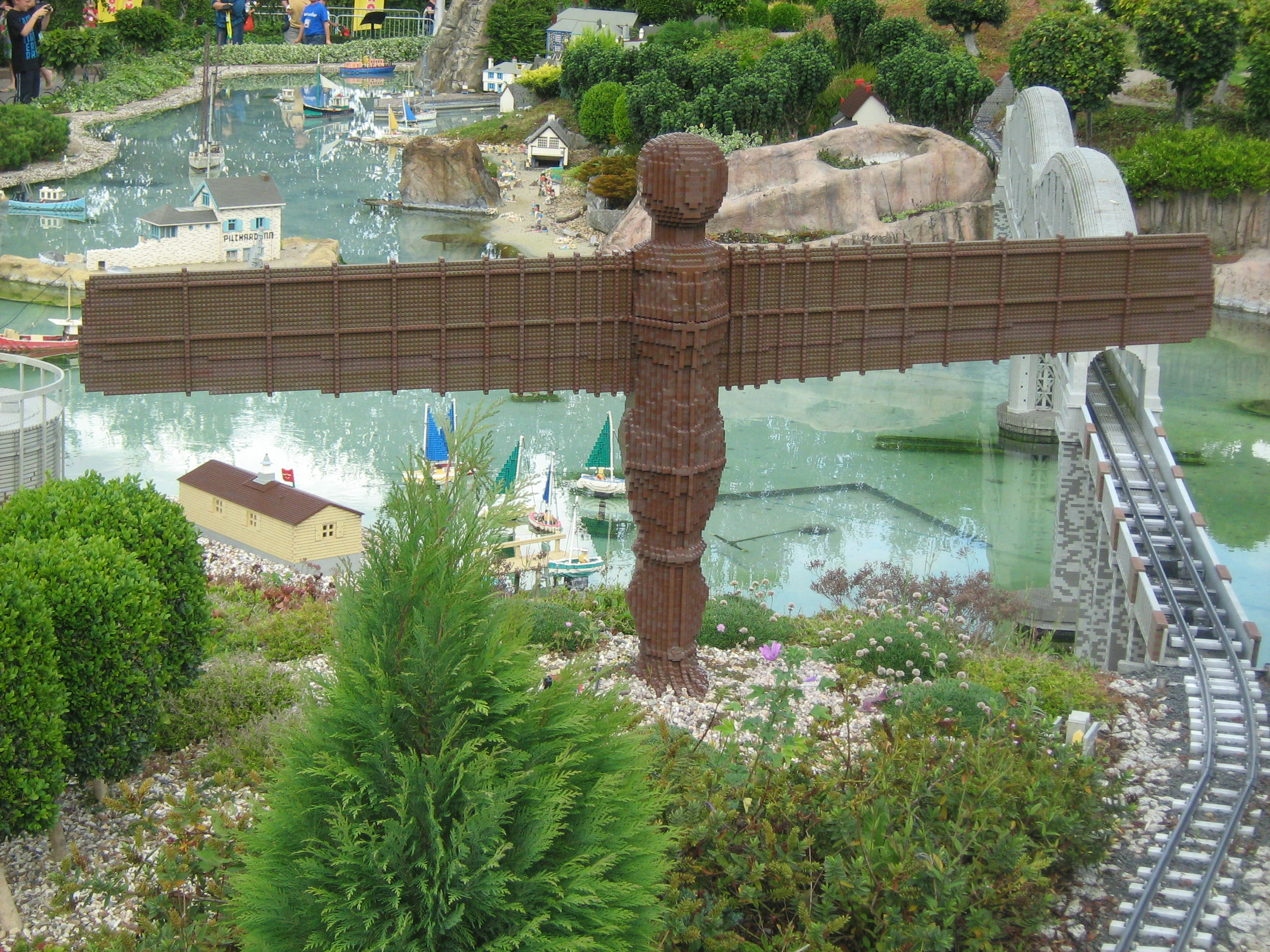
Legomodel v Minilandu
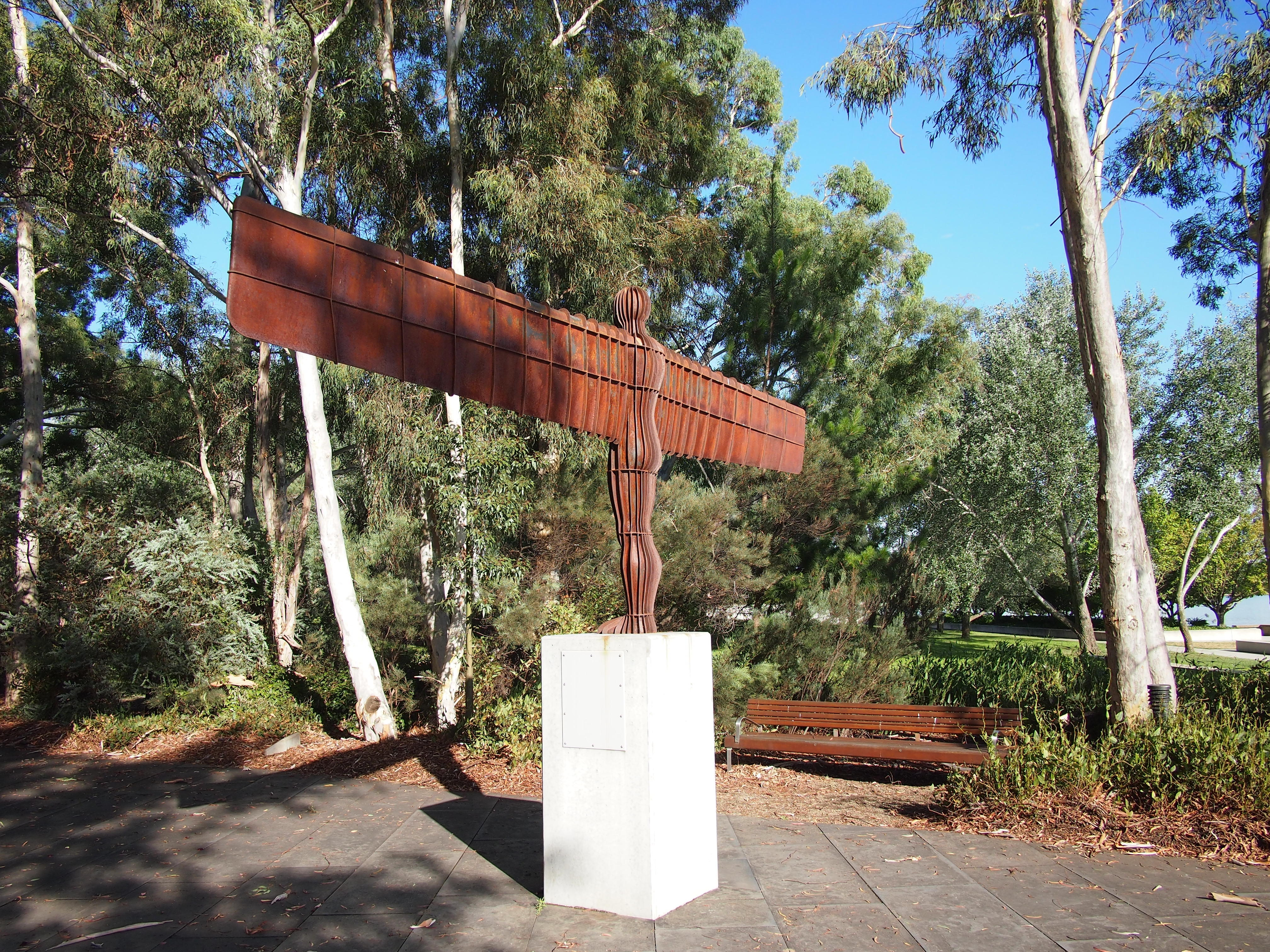
maketa v lidské velikosti, Národní galerie v  Austrálii
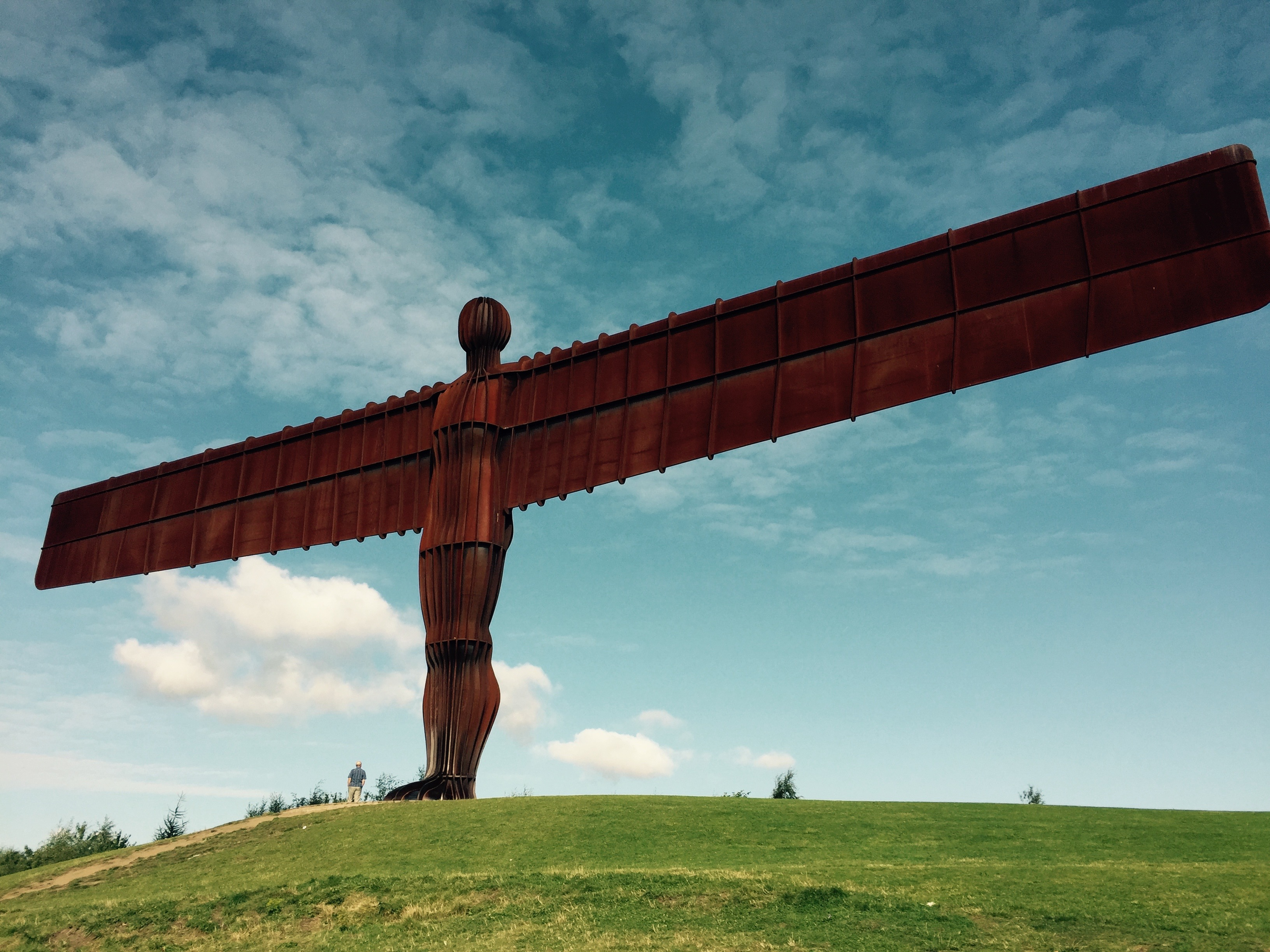
socha v Gatesheadu